# Хенераль-Пас (муниципалитет)
Муниципалитет Хенераль-Пас  (исп. Partido de General Paz) — муниципалитет в Аргентине в составе провинции Буэнос-Айрес.
Территория — 1240 км². Население — 11202 человек. Плотность населения — 9,03 чел./км².
Административный центр — Ранчос.

## География
Департамент расположен на востоке провинции Буэнос-Айрес.
Департамент граничит:
- на северо-западе — c муниципалитетом Каньюэлас
- на севере — с муниципалитетом Сан-Висенте
- на северо-востоке — с муниципалитетом Брандсен
- на юго-востоке — с муниципалитетом Часкомус
- на юге — с муниципалитетом Хенераль-Бельграно
- на западе — с муниципалитетом Монте

## Важнейшие населенные пункты[2]
| № | Населённый пункт  | Населённый пункт (исп.) | Категория | Население чел. (2010) | На карте                        |
| - | ----------------- | ----------------------- | --------- | --------------------- | ------------------------------- |
| 1 | Ранчос            | Ranchos                 | город     | 7916                  | 35°31′01″ ю. ш. 58°19′03″ з. д. |
| 2 | Лома-Верде        | Loma Verde              | поселок   | 657                   | 35°16′27″ ю. ш. 58°24′17″ з. д. |
| 3 | Вильянуэва        | Villanueva              | поселок   | 537                   | 35°40′30″ ю. ш. 58°26′03″ з. д. |
| 4 | Баррио-Рио-Саладо | Barrio Río Salado       | поселок   | 265                   | 35°41′38″ ю. ш. 58°26′54″ з. д. |